# Utahceratops
Utahceratops („Horngesicht aus Utah“) ist eine Dinosauriergattung aus der Gruppe der Ceratopsia bzw. aus deren Untergruppe Chasmosaurinae. Utahceratops lebte während der Oberkreide (spätes Campanium) in der Gegend des heutigen Utah (USA); ihre Fossilien wurden in der Kaiparowits-Formation freigelegt. 
Erstmals beschrieben wurde die Gattung von Forschern um Scott Sampson im Jahr 2010, einzige Art ist Utahceratops gettyi. Das Artepitheton ehrt den Finder des Holotyps, Mike Getty.

## Merkmale
Der Holotyp (Exemplarnummer UMNH VP 16784) ist ein teilweise erhaltener Schädel. Weitere Funde schließen einen nahezu vollständigen, 2,3 Meter langen Schädel, der in Verbindung mit dem Restskelett gefunden wurde, den fragmentarischen Schädel eines Jungtiers sowie einige isoliert gefundene Schädelknochen mit ein.
Von anderen Vertretern der Ceratopsia unterscheidet sich Utahceratops von einer Reihe von einzigartigen Merkmalen (Autapomorphien): So sitzt das Nasenhorn relativ weit hinten und befindet sich fast gänzlich hinter den Nasenöffnungen. Die Überaugenhörner sind kurz, robust und schräg nach oben und zur Seite (dorsolateral) gerichtet. Sie sind abgeplattet und an der Spitze stumpf. Der Nackenschild zeigt wie bei anderen Ceratopsiden einen Kranz aus stachelartigen Fortsätzen. Die mittleren dieser Fortsätze an den Seiten des Nackenschilds (die mittleren Episquamosale) waren bei Utahceratops besonders niedrig und länglich und wurden teilweise über 10 Zentimeter lang.

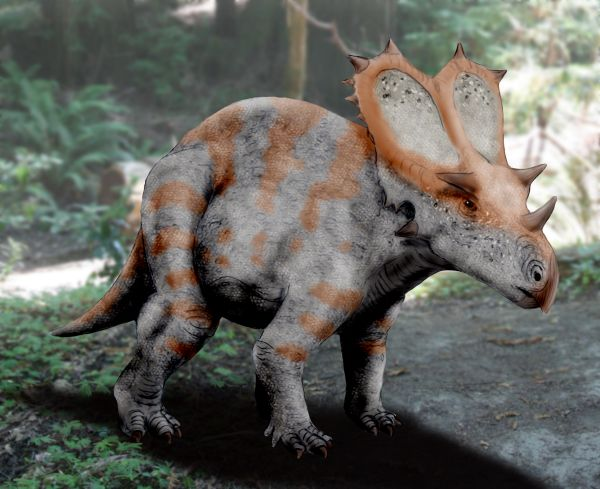
Lebendrekonstruktion von Utahceratops
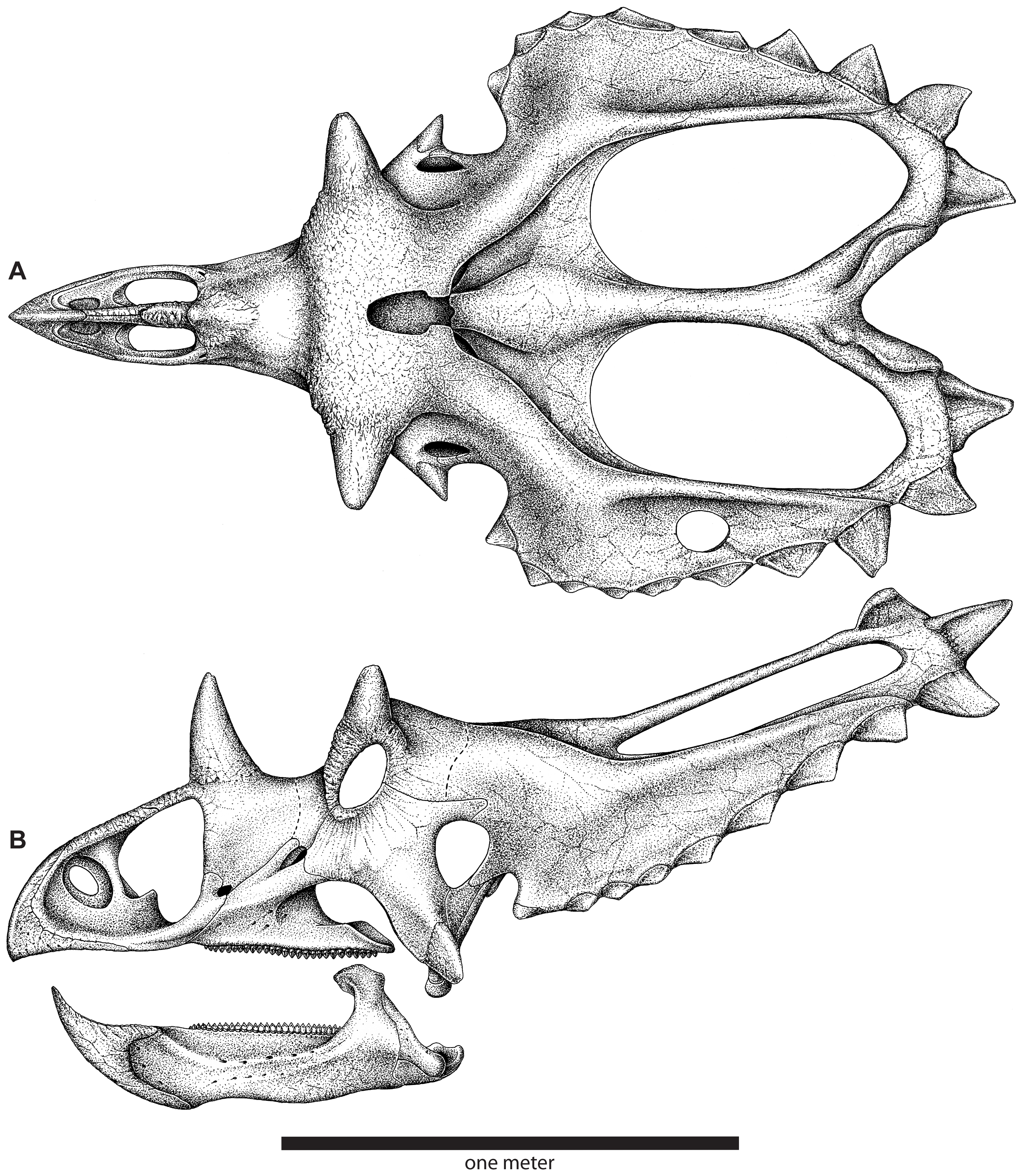
Schädelrekonstruktion